# Division 2 1955/56
Die Division 2 1955/56 war die 17. Austragung der zweithöchsten französischen Fußballliga. Zweitligameister wurde der Stade Rennes UC.

## Vereine
Teilnahmeberechtigt waren die 19 Vereine, die nach der vorangegangenen Spielzeit weder in die erste Division aufgestiegen waren noch ihre Lizenz – freiwillig oder gezwungen – aufgegeben hatten; dazu kam diesmal lediglich ein Erstligaabsteiger. Profineulinge gab es auch in dieser Saison nicht.
Somit spielten in dieser Saison folgende 20 Mannschaften um die Meisterschaft der Division 2:
- zwei Mannschaften aus dem äußersten Norden (US Valenciennes-Anzin, Absteiger CO Roubaix-Tourcoing),
- drei aus dem Großraum Paris (Cercle Athlétique, Stade Français, Red Star Olympique),
- eine aus dem Nordosten (Racing Club Franc-Comtois Besançon),
- fünf aus dem Westen (Le Havre AC, FC Rouen, Stade Rennes UC, FC Nantes, SCO Angers),
- neun aus dem Süden (FC Grenoble, FC Perpignan, AS Béziers, FC Sète, SO Montpellier, Olympique Alès, AS Aix, SC Toulon, AS Cannes).

Einen direkten Auf- und Abstieg in Abhängigkeit vom sportlich erzielten Ergebnis hatte es vor dem Zweiten Weltkrieg lediglich zwischen erster und zweiter Profi-Division gegeben; danach war über einige Jahre ein Abstieg in die dritthöchste Spielklasse eingeführt worden, der allerdings inzwischen nicht mehr in Kraft war. Außerdem konnte ein Zweitdivisionär dann absteigen, wenn er seine Lizenz abgab oder sie ihm entzogen wurde. Bisherige Amateurmannschaften hingegen konnten auch weiterhin nur dann zur folgenden Saison in die Division 2 aufsteigen, wenn sie vom zuständigen Verband FFF die Genehmigung erhielten, professionellen Status anzunehmen.
Dazu gab es in dieser Saison eine Relegation zwischen dem am schlechtesten platzierten Erstligisten, der nicht direkt abstieg, und dem besten, nicht direkt aufstiegsberechtigten Zweitligisten.

## Saisonverlauf
Jede Mannschaft trug gegen jeden Gruppengegner ein Hin- und ein Rückspiel aus, einmal vor eigenem Publikum und einmal auswärts. Es galt die Zwei-Punkte-Regel; bei Punktgleichheit gab das Torverhältnis den Ausschlag für die Platzierung. In Frankreich wird bei der Angabe des Punktverhältnisses ausschließlich die Zahl der Pluspunkte genannt; hier geschieht dies in der in Deutschland zu Zeiten der 2-Punkte-Regel üblichen Notation.
In dieser Spielzeit verlief das Rennen um die Aufstiegsplätze wieder einmal sehr eng; sechs Konkurrenten konnten sich wenige Wochen vor dem abschließenden 38. Spieltag noch realistische Hoffnungen darauf machen, einen der drei ersten Ränge zu belegen – und die letzten Entscheidungen fielen tatsächlich erst dann. Rennes mit der hinter Le Havre zweitbesten Abwehr und Angers mit dem durchschlagskräftigsten Angriff sicherten sich die Plätze, die zum direkten Aufstieg berechtigten, während zwischen Valenciennes-Anzin und Béziers schließlich sogar der Torquotient den Ausschlag zugunsten der Nordfranzosen geben musste. Red Star Olympique, dem Ende der vorangegangenen Saison aufgrund mehrerer Versuche, gegnerische Mannschaften zu bestechen, der Aufstieg verwehrt worden war, hatte sich im oberen Mittelfeld der Tabelle eingereiht, ohne in den Aufstiegskampf eingreifen zu können. Drei Plätze dahinter rangierte die Mannschaft aus Roubaix und Tourcoing, die erstmals nur noch in der zweiten Division vertreten war. Am Ende des Abschlussklassements fanden sich mit Sète und CA Paris – Letzterer allerdings inzwischen fast schon traditionsgemäß im Tabellenkeller angesiedelt – zwei Gründungsvereine des professionellen französischen Ligabetriebs wieder, zu denen sich, gleichfalls nicht zum ersten Mal, die Elf aus Montpellier gesellt hatte.
In den 380 Begegnungen wurden 1161 Treffer erzielt; das entspricht einem Mittelwert von 3,06 Toren je Spiel, was den bis dahin schwächsten Durchschnitt in der Ligageschichte darstellte. Die Torjägerkrone gewann, wie im Vorjahr, Valenciennes' niederländischer Angreifer Petrus van Rhijn mit diesmal allerdings „nur“ 32 Toren. Nach Saisonende gab kein Verein seinen Profistatus auf. Zur folgenden Spielzeit kamen aus der Division 1 die Absteiger OSC Lille, Girondins Bordeaux und AS Troyes-Savinienne hinzu; neue Profilizenzen erteilte der Verband auch diesmal nicht, so dass die zweite Liga weiterhin mit 20 Mannschaften spielen sollte.

## Abschlusstabelle
| Pl. | Verein                   | Sp. | S  | U  | N  | Tore    | Quote | Punkte |
| --- | ------------------------ | --- | -- | -- | -- | ------- | ----- | ------ |
| 1.  | Stade Rennes UC          | 38  | 23 | 8  | 7  | 069:380 | 1,82  | 54:22  |
| 2.  | SCO Angers               | 38  | 25 | 3  | 10 | 090:420 | 2,14  | 53:23  |
| 3.  | US Valenciennes-Anzin    | 38  | 22 | 7  | 9  | 080:390 | 2,05  | 51:25  |
| 4.  | AS Béziers               | 38  | 20 | 11 | 7  | 069:430 | 1,60  | 51:25  |
| 5.  | Stade Français Paris     | 38  | 17 | 12 | 9  | 075:560 | 1,34  | 46:30  |
| 6.  | Olympique Alès           | 38  | 17 | 11 | 10 | 064:510 | 1,25  | 45:31  |
| 7.  | Red Star Olympique       | 38  | 16 | 10 | 12 | 076:690 | 1,10  | 42:34  |
| 8.  | FC Grenoble              | 38  | 12 | 15 | 11 | 046:410 | 1,12  | 39:37  |
| 9.  | Racing FC Besançon       | 38  | 14 | 11 | 13 | 054:540 | 1,00  | 39:37  |
| 10. | CO Roubaix-Tourcoing (A) | 38  | 16 | 4  | 18 | 063:640 | 0,98  | 36:40  |
| 11. | AS Cannes                | 38  | 13 | 9  | 16 | 048:690 | 0,70  | 35:41  |
| 12. | Le Havre AC              | 38  | 12 | 10 | 16 | 045:470 | 0,96  | 34:42  |
| 13. | SC Toulon                | 38  | 10 | 13 | 15 | 054:620 | 0,87  | 33:43  |
| 14. | AS Aix                   | 38  | 11 | 10 | 17 | 056:690 | 0,81  | 32:44  |
| 15. | FC Perpignan             | 38  | 10 | 12 | 16 | 036:570 | 0,63  | 32:44  |
| 16. | FC Rouen                 | 38  | 12 | 7  | 19 | 047:560 | 0,84  | 31:45  |
| 17. | FC Nantes                | 38  | 10 | 10 | 18 | 054:840 | 0,64  | 30:46  |
| 18. | FC Sète                  | 38  | 10 | 7  | 21 | 042:740 | 0,57  | 27:49  |
| 19. | CA Paris                 | 38  | 8  | 10 | 20 | 045:660 | 0,68  | 26:50  |
| 20. | SO Montpellier           | 38  | 7  | 10 | 21 | 048:800 | 0,60  | 24:52  |

Platzierungskriterien: 1. Punkte – 2. Torquotient
| (A) | Absteiger aus der Division 1 1954/55 |

## Relegationsrunde
Nach dem Ende der Punktspiele traf der Tabellendritte aus Valenciennes-Anzin auf den Drittletzten der Division 1, den Lille OSC, um einen weiteren Aufsteiger zu ermitteln. Nachdem beide Barragisten jeweils ein Spiel mit einem Treffer Vorsprung gewonnen hatten – Valenciennes mit 1:0, Lille mit 2:1 –, wurde ein Entscheidungsspiel erforderlich, weil die Begegnungen jeweils auf neutralem Platz ausgetragen wurden, eine Verlängerung der zweiten Partie nicht vorgesehen war und zudem in den 1950er Jahren auch noch keine Auswärtstorregel existierte. Anders als im Vorjahr, in dem Lille dem Abstieg dank der Relegation noch hatte entgehen können, unterlag der LOSC dem nordfranzösischen Nachbarn in diesem dritten Aufeinandertreffen mit 0:4 und wurde damit zum ersten Mal in seiner Vereinsgeschichte zweitklassig.
|                       | Gesamt |           | Hinspiel | Rückspiel | Playoff |
| --------------------- | ------ | --------- | -------- | --------- | ------- |
| US Valenciennes-Anzin | 6:2    | OSC Lille | 1:0      | 1:2       | 4:0     |